# Pękosław
Pękosław – staropolskie imię męskie, złożone z członów Pęko- ("pęk, wiązka", ale pękać się – "rozpadać się, przestawać być całym") i -sław ("sława"). Mogło oznaczać "ten, którego sława jest silna i oparta na wielu czynach", albo też "ten, którego sława się rozpada".
Pękosław imieniny obchodzi 19 maja i 4 sierpnia.
Żeński odpowiednik: Pękosława.